# Lista uczestników Vuelta a España 2016
Lista uczestników Vuelta a España 2016
W wyścigu bierze udział 18 drużyn UCI World Tour oraz 4 zaproszonych drużyn UCI Professional Continental. Zawodnicy nosili numery od 1 do 219. W każdej drużynie było 9 zawodników, więc pierwsza drużyna otrzymała numery od 1 do 9, druga od 11 do 19, trzecia od 21 do 29, itd.

## Legenda
| Legenda | Legenda                                    |
| ------- | ------------------------------------------ |
|         | Zwycięzca klasyfikacji generalnej          |
|         | Zwycięzca klasyfikacji punktowej           |
|         | Zwycięzca klasyfikacji górskiej            |
|         | Zwycięzca klasyfikacji kombinowanej        |
|         | Najaktywniejszy kolarz wyścigu             |
| DNS     | Zawodnik nie wystartował do etapu          |
| DNF     | Zawodnik nie ukończył etapu                |
| DSQ     | Zawodnik został zdyskwalifikowany          |
| HD      | Zawodnik przekroczył limit czasu na etapie |

## Drużyny
| # | Kolarz               | Wiek | Poz.   |
| - | -------------------- | ---- | ------ |
| 1 | Alejandro Valverde   | 36   | 12.    |
| 2 | Jonathan Castroviejo | 29   | 36.    |
| 3 | Imanol Erviti        | 32   | 84.    |
| 4 | Rubén Fernández      | 25   | 33.    |
| 5 | José Herrada         | 30   | 91.    |
| 6 | Daniel Moreno        | 34   | 8.     |
| 7 | Nairo Quintana       | 26   | 1.     |
| 8 | José Joaquín Rojas   | 31   | DNF-20 |
| 9 | Rory Sutherland      | 34   | 130.   |

| #  | Kolarz             | Wiek | Poz.  |
| -- | ------------------ | ---- | ----- |
| 11 | Alberto Contador   | 33   | 4.    |
| 12 | Daniele Bennati    | 35   | 107.  |
| 13 | Manuele Boaro      | 29   | 147.  |
| 14 | Michael Gogl       | 22   | 68.   |
| 15 | Jesús Hernández    | 34   | 43.   |
| 16 | Robert Kišerlovski | 30   | DNS-6 |
| 17 | Sérgio Paulinho    | 36   | 115.  |
| 18 | Iwan Rowny         | 28   | 99.   |
| 19 | Jurij Trofimow     | 32   | 35.   |

| #  | Kolarz             | Wiek | Poz.  |
| -- | ------------------ | ---- | ----- |
| 21 | Chris Froome       | 31   | 2.    |
| 22 | Ian Boswell        | 25   | 80.   |
| 23 | Michał Gołaś       | 32   | 118.  |
| 24 | Peter Kennaugh     | 27   | 42.   |
| 25 | Christian Knees    | 35   | 124.  |
| 26 | Leopold König      | 28   | 29.   |
| 27 | Michał Kwiatkowski | 26   | DNF-7 |
| 28 | David López        | 35   | 60.   |
| 29 | Salvatore Puccio   | 26   | 121.  |

| #  | Kolarz              | Wiek | Poz.   |
| -- | ------------------- | ---- | ------ |
| 31 | Tejay van Garderen  | 28   | DNF-17 |
| 32 | Darwin Atapuma      | 28   | 32.    |
| 33 | Silvan Dillier      | 26   | 79.    |
| 34 | Jean-Pierre Drucker | 29   | 142.   |
| 35 | Philippe Gilbert    | 34   | DNF-14 |
| 36 | Ben Hermans         | 30   | 14.    |
| 37 | Samuel Sánchez      | 38   | DNS-20 |
| 38 | Dylan Teuns         | 24   | 100.   |
| 39 | Danilo Wyss         | 30   | 44.    |

| #  | Kolarz             | Wiek | Poz.   |
| -- | ------------------ | ---- | ------ |
| 41 | Steven Kruijswijk  | 29   | DNF-5  |
| 42 | Enrico Battaglin   | 26   | DNF-9  |
| 43 | George Bennett     | 26   | 10.    |
| 44 | Koen Bouwman       | 22   | 123.   |
| 45 | Victor Campenaerts | 24   | 143.   |
| 46 | Robert Gesink      | 30   | 34.    |
| 47 | Martijn Keizer     | 28   | 137.   |
| 48 | Bram Tankink       | 37   | 103.   |
| 49 | Jos van Emden      | 31   | DNS-17 |

| #  | Kolarz              | Wiek | Poz. |
| -- | ------------------- | ---- | ---- |
| 51 | Esteban Chaves      | 26   | 3.   |
| 52 | Sam Bewley          | 29   | 140. |
| 53 | Simon Gerrans       | 36   | 86.  |
| 54 | Jack Haig           | 22   | 117. |
| 55 | Damien Howson       | 24   | 45.  |
| 56 | Jens Keukeleire     | 27   | 64.  |
| 57 | Magnus Cort Nielsen | 23   | 133. |
| 58 | Svein Tuft          | 39   | 158. |
| 59 | Simon Yates         | 24   | 6.   |

| #  | Kolarz             | Wiek | Poz.   |
| -- | ------------------ | ---- | ------ |
| 61 | Michele Scarponi   | 36   | 11.    |
| 62 | Dario Cataldo      | 31   | 51.    |
| 63 | Dmitrij Gruzdiew   | 30   | 119.   |
| 64 | Miguel Ángel López | 22   | DNF-6  |
| 65 | Davide Malacarne   | 29   | DNF-14 |
| 66 | Luis León Sánchez  | 32   | 26.    |
| 67 | Gatis Smukulis     | 29   | 83.    |
| 68 | Alessandro Vanotti | 35   | 97.    |
| 69 | Andriej Zejc       | 29   | 31.    |

| #  | Kolarz               | Wiek | Poz.   |
| -- | -------------------- | ---- | ------ |
| 71 | Kenny Elissonde      | 25   | 20.    |
| 72 | Odd Christian Eiking | 21   | 77.    |
| 73 | Murilo Fischer       | 37   | DNF-5  |
| 74 | Alexandre Geniez     | 28   | 108.   |
| 75 | Matthieu Ladagnous   | 31   | 98.    |
| 76 | Johan Le Bon         | 25   | DNF-14 |
| 77 | Lorrenzo Manzin      | 22   | 149.   |
| 78 | Laurent Pichon       | 30   | DNF-11 |
| 79 | Kévin Réza           | 28   | DNF-10 |

| #  | Kolarz                | Wiek | Poz.   |
| -- | --------------------- | ---- | ------ |
| 81 | Warren Barguil        | 24   | DNF-3  |
| 82 | Nikias Arndt          | 24   | 159.   |
| 83 | Koen de Kort          | 33   | 96.    |
| 84 | Johannes Fröhlinger   | 31   | 87.    |
| 85 | Chad Haga             | 27   | 76.    |
| 86 | Tobias Ludvigsson     | 25   | 52.    |
| 87 | Sindre Skjøstad Lunke | 23   | 135.   |
| 88 | Tom Stamsnijder       | 31   | 131.   |
| 89 | Zico Waeytens         | 24   | DNF-13 |

| #  | Kolarz            | Wiek | Poz.   |
| -- | ----------------- | ---- | ------ |
| 91 | Haimar Zubeldia   | 39   | 19.    |
| 92 | Fumiyuki Beppu    | 33   | 120.   |
| 93 | Julien Bernard    | 24   | 57.    |
| 94 | Niccolò Bonifazio | 22   | DNF-7  |
| 95 | Laurent Didier    | 32   | 104.   |
| 96 | Fabio Felline     | 26   | 25.    |
| 97 | Markel Irizar     | 36   | DNF-10 |
| 98 | Kiel Reijnen      | 30   | 132.   |
| 99 | Riccardo Zoidl    | 28   | 58.    |

| #   | Kolarz                 | Wiek | Poz.  |
| --- | ---------------------- | ---- | ----- |
| 101 | Jean-Christophe Péraud | 39   | 13.   |
| 102 | Gediminas Bagdonas     | 30   | 134.  |
| 103 | Jan Bakelants          | 30   | 17.   |
| 104 | François Bidard        | 24   | 94.   |
| 105 | Axel Domont            | 26   | 48.   |
| 106 | Quentin Jauregui       | 22   | 95.   |
| 107 | Pierre-Roger Latour    | 22   | 28.   |
| 108 | Sébastien Minard       | 34   | DNS-6 |
| 109 | Christophe Riblon      | 35   | 153.  |

| #   | Kolarz            | Wiek | Poz.  |
| --- | ----------------- | ---- | ----- |
| 111 | Alberto Losada    | 34   | 59.   |
| 112 | Sven Erik Bystrøm | 24   | 141.  |
| 113 | Pawieł Koczetkow  | 30   | 39.   |
| 114 | Siergiej Łagutin  | 35   | 71.   |
| 115 | Tiago Machado     | 30   | 85.   |
| 116 | Matwiej Mamykin   | 21   | 24.   |
| 117 | Jhonatan Restrepo | 21   | 128.  |
| 118 | Jegor Silin       | 28   | 15.   |
| 119 | Rein Taaramäe     | 29   | DNF-7 |

| #   | Kolarz             | Wiek | Poz. |
| --- | ------------------ | ---- | ---- |
| 121 | Bart De Clercq     | 29   | 53.  |
| 122 | Sander Armée       | 30   | 90.  |
| 123 | Thomas de Gendt    | 29   | 65.  |
| 124 | Gert Dockx         | 28   | 126. |
| 125 | Adam Hansen        | 35   | 110. |
| 126 | Maxime Monfort     | 33   | 16.  |
| 127 | Tosh Van der Sande | 25   | 109. |
| 128 | Louis Vervaeke     | 22   | 89.  |
| 129 | Jelle Wallays      | 27   | 92.  |

| #   | Kolarz             | Wiek | Poz. |
| --- | ------------------ | ---- | ---- |
| 131 | Gianluca Brambilla | 28   | 23.  |
| 132 | Maxime Bouet       | 29   | 47.  |
| 133 | David de la Cruz   | 27   | 7.   |
| 134 | Yves Lampaert      | 25   | 113. |
| 135 | Gianni Meersman    | 30   | 111. |
| 136 | Pieter Serry       | 27   | 112. |
| 137 | Zdeněk Štybar      | 30   | 63.  |
| 138 | Niki Terpstra      | 32   | 139. |
| 139 | Martin Velits      | 31   | 152. |

| #   | Kolarz          | Wiek | Poz.   |
| --- | --------------- | ---- | ------ |
| 141 | Andrew Talansky | 27   | 5.     |
| 142 | Patrick Bevin   | 25   | DNF-11 |
| 143 | Simon Clarke    | 30   | DNS-11 |
| 144 | Joe Dombrowski  | 25   | 88.    |
| 145 | Davide Formolo  | 23   | 9.     |
| 146 | Ben King        | 27   | 46.    |
| 147 | Moreno Moser    | 25   | 72.    |
| 148 | Pierre Rolland  | 29   | 50.    |
| 149 | Davide Villella | 25   | 56.    |

| #   | Kolarz                     | Wiek | Poz.   |
| --- | -------------------------- | ---- | ------ |
| 151 | Igor Antón                 | 33   | DNS-9  |
| 152 | Nick Dougall               | 23   | 154.   |
| 153 | Tyler Farrar               | 32   | 155.   |
| 154 | Omar Fraile                | 26   | 69.    |
| 155 | Nathan Haas                | 27   | HD-12  |
| 156 | Jacques Janse van Rensburg | 28   | DNS-15 |
| 157 | Merhawi Kudus              | 22   | 38.    |
| 158 | Kristian Sbaragli          | 26   | 82.    |
| 159 | Jaco Venter                | 29   | 145.   |

| #   | Kolarz               | Wiek | Poz.  |
| --- | -------------------- | ---- | ----- |
| 161 | Mathias Frank        | 29   | 37.   |
| 162 | Clément Chevrier     | 24   | 41.   |
| 163 | Dries Devenyns       | 33   | 101.  |
| 164 | Vegard Stake Laengen | 27   | 81.   |
| 165 | Simon Pellaud        | 23   | 105.  |
| 166 | Vicente Reynes       | 35   | DNF-4 |
| 167 | Jonas van Genechten  | 29   | 144.  |
| 168 | Larry Warbasse       | 26   | 49.   |
| 169 | Marcel Wyss          | 30   | 21.   |

| #   | Kolarz            | Wiek | Poz.   |
| --- | ----------------- | ---- | ------ |
| 171 | Louis Meintjes    | 24   | 40.    |
| 172 | Yukiya Arashiro   | 31   | 106.   |
| 173 | Mattia Cattaneo   | 25   | 102.   |
| 174 | Valerio Conti     | 23   | 66.    |
| 175 | Kristijan Đurasek | 29   | 67.    |
| 176 | Mário Costa       | 30   | DNF-17 |
| 177 | Tsgabu Grmay      | 24   | 62.    |
| 178 | Ilja Koszewoj     | 25   | 151.   |
| 179 | Federico Zurlo    | 22   | DNF-4  |

| #   | Kolarz            | Wiek | Poz.   |
| --- | ----------------- | ---- | ------ |
| 181 | Luis Ángel Maté   | 32   | 22.    |
| 182 | Yoann Bagot       | 28   | DNF-9  |
| 183 | Loïc Chetout      | 23   | 138.   |
| 184 | Jérôme Cousin     | 27   | 129.   |
| 185 | Romain Hardy      | 27   | 27.    |
| 186 | Rudy Molard       | 26   | 30.    |
| 187 | Stephane Rossetto | 29   | 61.    |
| 188 | Florian Sénéchal  | 23   | DNF-12 |
| 189 | Kenneth Vanbilsen | 26   | DNF-14 |

| #   | Kolarz              | Wiek | Poz.   |
| --- | ------------------- | ---- | ------ |
| 191 | José Mendes         | 31   | 54.    |
| 192 | Cesare Benedetti    | 29   | 93.    |
| 193 | Silvio Herklotz     | 22   | DNS-11 |
| 194 | Bartosz Huzarski    | 35   | DNF-10 |
| 195 | Gregor Mühlberger   | 22   | 114.   |
| 196 | Christoph Pfingsten | 28   | 75.    |
| 197 | Michael Schwarzmann | 25   | 157.   |
| 198 | Rüdiger Selig       | 27   | 156.   |
| 199 | Scott Thwaites      | 26   | 116.   |

| #   | Kolarz          | Wiek | Poz.   |
| --- | --------------- | ---- | ------ |
| 201 | David Arroyo    | 36   | 122.   |
| 202 | Pello Bilbao    | 26   | 78.    |
| 203 | Hugh Carthy     | 22   | 125.   |
| 204 | José Gonçalves  | 27   | DNF-11 |
| 205 | Ángel Madrazo   | 28   | DNF-14 |
| 206 | Lluís Mas       | 27   | DNS-5  |
| 207 | Sergio Pardilla | 32   | 18.    |
| 208 | Eduard Prades   | 29   | 127.   |
| 209 | Jaime Rosón     | 23   | 73.    |

| #   | Kolarz             | Wiek | Poz.   |
| --- | ------------------ | ---- | ------ |
| 211 | Romain Sicard      | 28   | 55.    |
| 212 | Ryan Anderson      | 29   | 136.   |
| 213 | Lilian Calmejane   | 23   | 70.    |
| 214 | Romain Cardis      | 24   | 148.   |
| 215 | Tony Hurel         | 28   | DNF-9  |
| 216 | Fabrice Jeandesboz | 31   | DNF-12 |
| 217 | Julien Morice      | 25   | 150.   |
| 218 | Bryan Nauleau      | 28   | 146.   |
| 219 | Perrig Quemeneur   | 32   | 74.    |

## Kraje reprezentowane przez kolarzy
| Państwo           | Liczba kolarzy | Liczba kolarzy, którzy ukończyli wyścig | Wygrane etapy                                                        |
| ----------------- | -------------- | --------------------------------------- | -------------------------------------------------------------------- |
| Australia         | 7              | 5                                       |                                                                      |
| Austria           | 3              | 3                                       |                                                                      |
| Belgia            | 21             | 18                                      | 4 (Gianni Meersman x2, Jens Keukeleire x1, Jonas van Genechten x1)   |
| Białoruś          | 1              | 1                                       |                                                                      |
| Brazylia          | 1              | 0                                       |                                                                      |
| Chorwacja         | 2              | 1                                       |                                                                      |
| Czechy            | 2              | 2                                       |                                                                      |
| Dania             | 1              | 1                                       | 2 (Magnus Cort Nielsen x2)                                           |
| Erytrea           | 1              | 1                                       |                                                                      |
| Estonia           | 1              | 0                                       |                                                                      |
| Etiopia           | 1              | 1                                       |                                                                      |
| Francja           | 34             | 25                                      | 3 (Lilian Calmejane x1, Alexandre Geniez x1, Pierre-Roger Latour x1) |
| Hiszpania         | 27             | 20                                      | 1 (David de la Cruz x1)                                              |
| Holandia          | 9              | 7                                       | 1 (Robert Gesink x1)                                                 |
| Japonia           | 2              | 2                                       |                                                                      |
| Kanada            | 2              | 2                                       |                                                                      |
| Kazachstan        | 2              | 2                                       |                                                                      |
| Kolumbia          | 5              | 4                                       | 1 (Nairo Quintana x1)                                                |
| Litwa             | 1              | 1                                       |                                                                      |
| Luksemburg        | 2              | 2                                       | 1 (Jean-Pierre Drucker x1)                                           |
| Łotwa             | 1              | 1                                       |                                                                      |
| Niemcy            | 7              | 6                                       |                                                                      |
| Norwegia          | 4              | 4                                       |                                                                      |
| Nowa Zelandia     | 3              | 1                                       |                                                                      |
| Polska            | 3              | 1                                       |                                                                      |
| Portugalia        | 5              | 3                                       |                                                                      |
| Południowa Afryka | 4              | 3                                       |                                                                      |
| Rosja             | 6              | 6                                       | 1 (Siergiej Łagutin x1)                                              |
| Słowacja          | 1              | 1                                       |                                                                      |
| Stany Zjednoczone | 9              | 8                                       |                                                                      |
| Szwajcaria        | 5              | 5                                       | 1 (Mathias Frank x1)                                                 |
| Szwecja           | 1              | 1                                       |                                                                      |
| Wielka Brytania   | 5              | 5                                       | 3 (Chris Froome x2, Simon Yates x1)                                  |
| Włochy            | 19             | 15                                      | 2 (Gianluca Brambilla x1, Valerio Conti x1)                          |
| RAZEM             | 198            | 159                                     |                                                                      |